# Đồng Môn
Đồng Môn là một phường thuộc thành phố Hà Tĩnh, tỉnh Hà Tĩnh, Việt Nam.

## Địa lý
Phường Đồng Môn nằm ở phía đông bắc thành phố Hà Tĩnh, có vị trí địa lý:
- Phía đông và phía bắc giáp huyện Thạch Hà
- Phía tây giáp phường Thạch Hạ
- Phía nam giáp phường Thạch Quý và huyện Thạch Hà.

Phường Đồng Môn có diện tích 8,93 km², dân số năm 2023 là 9.880 người, mật độ dân số đạt 1.106 người/km².

## Hành chính
Phường Đồng Môn được chia thành 9 tổ dân phố: Đồng Thanh, Hòa Bình, Liên Công, Quyết Tiến, Thanh Tiến, Thắng Lợi, Tiến Giang, Tiền Tiến, Trung Tiến.

## Lịch sử
Từ xa xưa trên địa bàn xã này có tuyến kênh Nhà Lê nối từ kinh đô Hoa Lư đến Đèo Ngang đi qua, là tuyến đường thủy đầu tiên trong lịch sử Việt Nam và được coi là tuyến đường Hồ Chí Minh trên sông vì những đóng góp cho các cuộc chiến tranh của người Việt.
Ngày 2 tháng 1 năm 2004, Chính phủ ban hành Nghị định số 09/2004/NĐ-CP về việc sáp nhập xã Thạch Đồng và xã Thạch Môn thuộc huyện Thạch Hà vào thị xã Hà Tĩnh quản lý.
Ngày 28 tháng 5 năm 2007, Thủ tướng Chính phủ ban hành Nghị định số 89/2007/NĐ-CP về việc thành lập thành phố Hà Tĩnh thuộc tỉnh Hà Tĩnh. Xã Thạch Đồng và xã Thạch Môn trực thuộc thành phố Hà Tĩnh.
Trước khi sáp nhập, xã Thạch Đồng có diện tích 3,40 km², dân số là 3.749 người, mật độ dân số đạt 1.103 người/km², gồm 7 xóm: Đồng Công, Đồng Tiến, Đồng Liên, Đồng Giang, Hòa Bình, Đồng Thanh, Thắng Lợi. Xã Thạch Môn có diện tích 5,53 km², dân số là 3.185 người, mật độ dân số đạt 576 người/km², gồm 4 xóm: Thanh Tiến, Trung Tiến, Quyết Tiến và Tiền Tiến (tương ứng với làng Thượng, làng Trung, làng Nghem, làng Hạ).
Ngày 21 tháng 11 năm 2019, Ủy ban Thường vụ Quốc hội ban hành Nghị quyết số 819/NQ-UBTVQH14 về việc sắp xếp các đơn vị hành chính cấp xã thuộc tỉnh Hà Tĩnh giai đoạn 2019 – 2021 (nghị quyết có hiệu lực từ ngày 1 tháng 1 năm 2020). Theo đó, thành lập xã Đồng Môn thuộc thành phố Hà Tĩnh trên cơ toàn bộ 3,40 km² diện tích tự nhiên, 3.749 người của xã Thạch Đồng và toàn bộ 5,53 km² diện tích tự nhiên, 3.185 người của xã Thạch Môn.
Xã Đồng Môn có 8,93 km² diện tích tự nhiên, quy mô dân số là 6.934 người và 9 thôn: Đồng Thanh, Hòa Bình, Liên Công, Quyết Tiến, Thanh Tiến, Thắng Lợi, Tiến Giang, Tiền Tiến, Trung Tiến.
Ngày 15 tháng 12 năm 2019, HĐND tỉnh Hà Tĩnh ban hành Nghị quyết số 185/NQ-HĐND về việc:
- Sáp nhập một phần của thôn Đồng Công vào thôn Đồng Thanh.
- Thành lập thôn Liên Công trên cơ sở thôn Đồng Liên và phần còn lại của thôn Đồng Công.

Ngày 14 tháng 11 năm 2024, Ủy ban Thường vụ Quốc hội ban hành Nghị quyết số 1283/NQ-UBTVQH15 về việc sắp xếp đơn vị hành chính cấp huyện, cấp xã của tỉnh Hà Tĩnh giai đoạn 2023 – 2025 (nghị quyết có hiệu lực từ ngày 1 tháng 1 năm 2025). Theo đó, thành lập phường Đồng Môn thuộc thành phố Hà Tĩnh trên cơ sở toàn bộ 8,93 km² diện tích tự nhiên và quy mô dân số là 9.880 người của xã Đồng Môn.
Ngày 9 tháng 1 năm 2025, UBND tỉnh Hà Tĩnh ban hành Quyết định số 58/QĐ-UBND về việc:
- Chuyển thôn Đồng Thanh thành tổ dân phố Đồng Thanh.
- Chuyển thôn Hòa Bình thành tổ dân phố Hòa Bình.
- Chuyển thôn Liên Công thành tổ dân phố Liên Công.
- Chuyển thôn Quyết Tiến thành tổ dân phố Quyết Tiến.
- Chuyển thôn Thanh Tiến thành tổ dân phố Thanh Tiến.
- Chuyển thôn Thắng Lợi thành tổ dân phố Thắng Lợi.
- Chuyển thôn Tiến Giang thành tổ dân phố Tiến Giang
- Chuyển thôn Tiền Tiến thành tổ dân phố Tiền Tiến.
- Chuyển thôn Trung Tiến thành tổ dân phố Trung Tiến.

Phường Đồng Môn có 9 tổ dân phố: Đồng Thanh, Hòa Bình, Liên Công, Quyết Tiến, Thanh Tiến, Thắng Lợi, Tiến Giang, Tiền Tiến, Trung Tiến.